# SUMKA

Bandeira do partido político, Inspirada na bandeira nazista alemão.

O Partido Nacional Socialista dos Trabalhadores do Irã  (persa: حزب سوسیالیست ملی کارگران ایران ), mais conhecido por sua sigla Sumka (persa : سومکا ), foi um partido neonazista no Irã, fundado em 1952.

## História
Foi fundado por Davud Monshizadeh, um filólogo que recebeu sua educação na Alemanha, em abril de 1951. Apoiador da monarquia, ferozmente anticomunista e inspirado pelo nazismo, defendeu, assim como o Partido Pan -Iranista, o anexação irredimível do Cáucaso, Afeganistão, parte do Turquestão e outros territórios a um "Grande Irã". Também foi sugerido que, além das embaixadas estrangeiras presentes na capital iraniana, como o Partido Pan-Iraniano, passou a ser financiado pela CIA. Sua filiação ativa, que em seu auge não deve ultrapassar 300 membros, usava camisa preta e era conhecido por seus ataques a membros do partido Tudeh. Ele também participaria dos protestos de fevereiro de 1953 (esfand no calendário iraniano) contra o primeiro-ministro Mohammad Mosaddeq que ocorreram antes do golpe de Agosto. 